# Pedro Lorenzo Molleda
Pedro Lorenzo Molleda (Torrelavega, 1896 - Madrid, 1980) fue un comerciante y político español  que fue alcalde republicano de su localidad natal en 1936, tras la victoria del Frente Popular, donde tiene una calle con su nombre.

## Biografía
Empresario, tenía un comercio de embutidos en la plaza de abastos de su localidad natal. Gran protector de las artes y la literatura, fue uno de los promotores de la Biblioteca Popular de Torrelavega, activa de 1927 a 1937. Fungió como alcalde de febrero a octubre de 1936, destacando por su fomento de la cultura. Su residencia fue punto de reunión de literatos y artistas. Estuvo encarcelado durante la guerra civil. Tras salir de la prisión, rehízo su vida en Barcelona. Es padre del arquitecto Ricardo Lorenzo García y de la galerista Soledad Lorenzo. José del Río «Pick», director de La Voz de Cantabria, lo caracterizó así: 

Bajo cuyo rostro inteligente que completan unas gafas de concha... cuya biblioteca y colección de cuadros dicen bien claramente todas las posibilidades de cultura y de gusto que hay en él.

Protegió al pintor Eduardo Pisano, el más afamado de los pintores de Torrelavega.